# Oboronlogistika
OOO Oboronlogistika (in russo Оборонлогистика?), in acronimo OBL, è un'azienda statale russa controllata dal Ministero della difesa attraverso la holding Garnizon e incaricata dello stoccaggio e trasporto di merci, soprattutto in ambito militare.
La sede principale è a Mosca mentre altre sedi sono ad Arcangelo e Novorossijsk (dove ha sede la controllata SK-Jug, proprietaria di alcune navi da carico).

## Flotta
Oboronlogistika utilizza le seguenti navi di carico:
- Ambal (numero IMO: 8807416): traghetto Ro-Ro varato nel 1990;
- Baltic Leader;
- Lady Marija;
- Sig;
- Sparta;
- Sparta II (numero IMO: 9160994): traghetto Ro-Ro varato nel 2000 e operato da SK-Jug sulla rotta commerciale tra Ust-Luga e Baltijsk nel mar Baltico;[3]
- Sparta IV (numero IMO: 9743033):
- Ursa Major, già Sparta III;
- Yaz.